# Zabitz
Zabitz là một đô thị thuộc huyện Anhalt-Bitterfeld, bang Saxony-Anhalt, Đức.